# Gorm cel Bătrân al Danemarcei
Gorm cel Bătrân (în daneză: Gorm den Gamle, în norvegiana veche: Gormr gamli), de asemenea numit și Gorm cel Somnoros (n. secolul al IX-lea d.Hr. – d. 964 d.Hr., necunoscut⁠(d)), a fost primul rege recunoscut istoric al Danemarcei, domnind de la 936 până în 958. 
Este raportat că el a fost fiul semi-legendarului rege danez Harthacnut. Cronicarul Adam și Bremen spune că Harthacut a venit în Danemarca din Nortmannia și a preluat puterea la începutul secolului al X-lea. L-a detronat pe tânărul rege Sigtrygg Gnupasson, care domnea peste Danemarca de vest. Când Harthacnut a murit, Gorm a urcat pe tron.
Heimskringla scrie că Gorm ia cel puțin o parte din împărăție prin forță, de la Gnupa, iar Adam sugerează că regatul a fost împărțit înainte de sosirea lui Gorm. Gorm este menționat pentru prima dată în calitate de gazdă a Arhiepiscopului Unni de Hamburg și Bremen, în 936. În conformitate cu Jelling Stones, Gorm a câștigat toată Danemarca, însă este speculat că el a condus doar Iutlanda din Jelling.
Gorm s-a căsătorit cu Thyra, a cărui părinți nu sunt cunoscuți cu exactitate după ce nici o indicație contemporană nu a supraviețuit. Gorm a ridicat una dintre movilele funerare la Jelling. Gorm a fost tatăl a trei fii, Toke, Knut și Harald, mai târziu regele Harald Dinte Albastru.
Conform unor studii din lemnul camerei sale de înmormântare, Gorm a murit în timpul iernii, între 958 - 959. 
Cei trei fii ai săi au fost vikingi în cel mai adevărat sens al cuvântului, plecând din Danemarca în fiecare vară pentru raiduri și jafuri. Harald s-a întors în incinta regală de la Jelling cu vestea că Canute a fost ucis în încercarea de a-l captura, la Dublin, Irlanda. Canute a fost străpuns de o săgeată în timp ce se uita la unele jocuri în timpul serii. Regina Thyra a ordonat să se agațe o pânză neagră în sala regală și ca nimeni să nu spună un singur cuvânt. Când Gorm a intrat în sală, el a fost uimit și a întrebat ce însemnau culorile doliului. Regina a spus: Ai avut doi șoimi, unul alb și celălalt gri. Cel alb a zburat departe și s-a stabilit alături de alte păsări care i-au smuls penele sale frumoase și acum îți este inutil. Între timp, șoimul gri continuă să prindă păsări pentru masa regelui. Gorm a înțeles imediat metafora reginei și a strigat: Fiul meu e cu siguranță mort din moment ce toată Danemarca plânge. Potrivit poveștii, Gorm a fost atât de supărat de moartea lui Canute astfel că a murit și el a doua zi.
Acestă poveste se contrazice cu informațiile care indică faptul că Thyra a murit înaintea lui Gorm. Istoricii au sugerat întotdeauna faptul că Gorm a fost îngropat în movila mormântului Reginei Thyra de la Jelling, și mai târziu a foat mutat alături de fiul său, Harald Dinte Albastru, în biserica din lemn din Jelling.